# هندسة العمليات

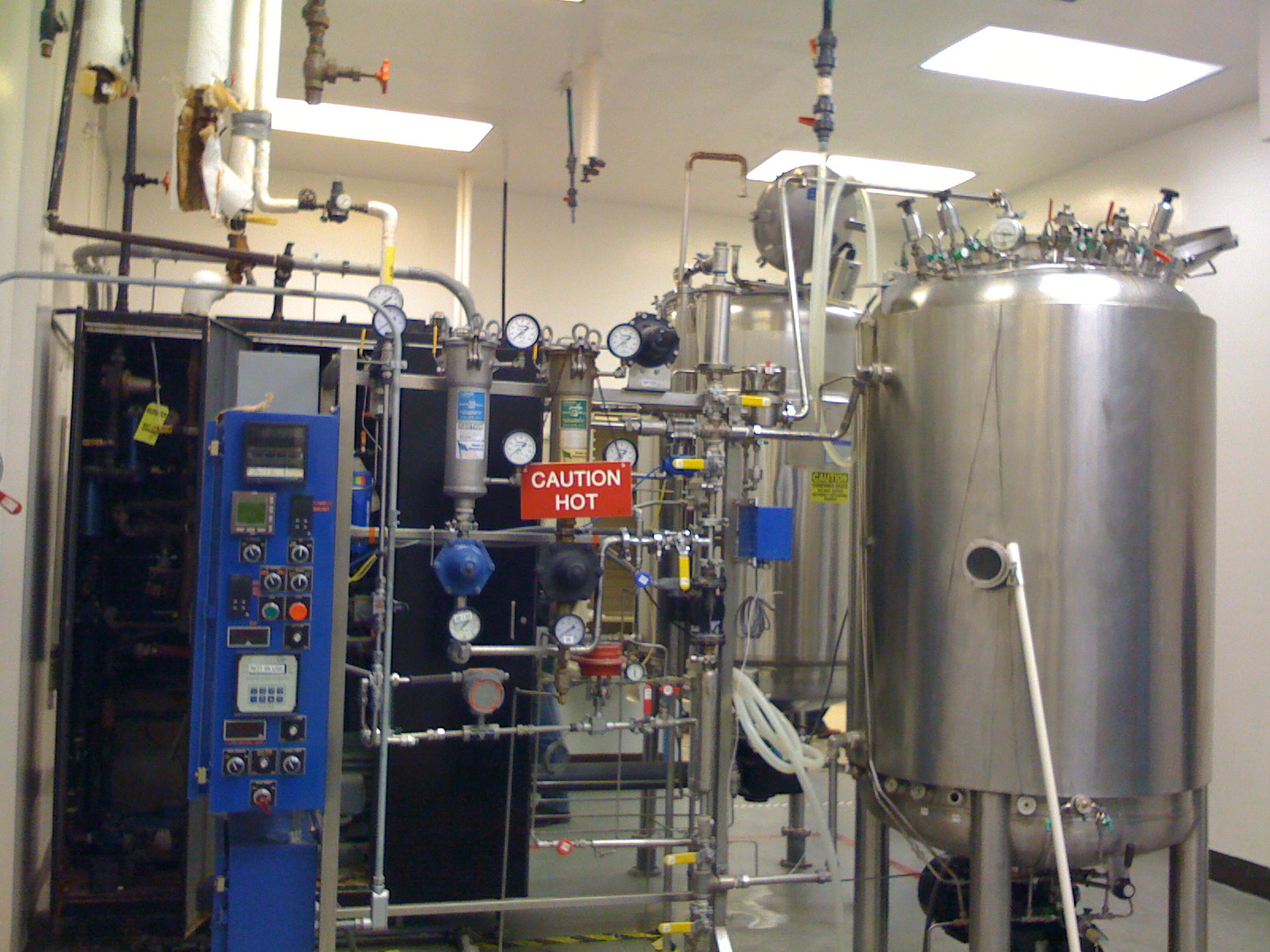

هندسة العمليات (بالإنجليزية:Process Engeneering) هي أحد فروع علم الهندسة يختص بجميع عمليات التقنية التي نحول فيها موادا أولية أو موادا نصف مصنعة إلى منتجات باستخدام طرق كيميائة وفيزيائية أو طرق بيولوجية. بهذا فهذا الفرع من الهندسة يقف وسطيا بين استخراج المواد الأولية وبين ختام تصنيع المنتجات.
من أمثلة فرع هندسة العمليات استخراج المعادن من المواد الأولية أو فصل مكونات النفط. وقد تكون المادة الأولية هي نفسها أحد نواتج لعمليات إنتاج سابقة، وتستخدم لتصنيع منتجات جديدة. كذلك عمليات التدوير، حيث تعامل النفايات لاستخراج موادا مفيدة منها يمكن إعادة استغلالها، هي جزء من هندسة العمليات الصناعية. كما تطبق طرق هندسة العمليات في إنتاج الطاقة وعلى الأخص في مجال الطاقة الحيوية.

## بعض مهام هندسة العمليات
من أهم فروع هندسة العمليات:
- تصميم عمليات الإنتاج : تصميم شبكات استعادة الطاقة، وتصميم أجهزة التقطير، تصميم إنتاج منتجات متعددة، ومواءمة تشابك العمليات، وغيرها. وتصميم مفاعلات الإنتاج لإنتاج البلوتونيوم، وتصميم الغواصات النووية.
- عمليات التحكم : تصميم نماذج التحكم، وضع مقاييس التحكم، التحكم الآلي وتوزيعه، التحكم بالطرق الإحصائية، أجهزة مراقبة العمليات، التحكم الترموديناميكي، وغيرها
- سير العمليات : تصميم عمليات التخطيط، تخطيط المراحل ومواءمتها، مراجعة البيانات، مواءمة العمليات الإنتاجية آنيا، وضع مقاييس الاستعاضة، تشخيص أسباب الفاسد،
- أدوات مساعدة : تصميم طرق محاكاة، صياغة معادلات محاكاة العمليات، وضع نظام خبراء، برمجة غير خطية للمدى الواسع NLP، طرق المواءمة بالرياضيات DAE، البرمجة غير الخطية المختلطة MINLP، المواءمة العامة.

## وسائل العمل وتصنيف هندسة العمليات
بدأت هندسة العمليات أولا في إنشاءات الغلايات وشبكات الأنابيب، ثم أصبحت علما مستقلا تطبق فيه علوما متعددة مختلفة. وتستخدم إلى جانب التصميمات الحديثة للعمليات الإنتاجية:
- العلوم الفيزيائية والكيميائية وعلم المواد لوصف العمليات وتأثير المواد المستخدمة،
- العلوم الاقتصادية والاجتماعية والسياسية والقانونية بالنسبة إلى قبول المنتجات، وإطار الإنتاج، وسير العمليات.

وفوق ذلك تستخدم فروع الهندسة الأخرى لتنفيذ العمليات في تشييد الأجهزة الإنتاجية والمنشآت.
تنتج منشآت هندسة العمليات بين عدة جرامات من مادة إلى ملايين الأطنان منها في السنة.
وتنتج كذلك موادا كيميائية بسيطة أو تركيبات شديدة التعقيد. ومن أجل وصف عملياتها الكثيرة فلا يصلح معاملتها في وحدات عملية منفصلة، مثل عملية خلط أو عملية تبخير، أو عملية تقطيع. خطوات العمليات التي لا يمكن فصلها موضعيا، وتشكل مجموعة من العمليات التي تجري في نفس الوقت وفي مكان واحد تعتبر كل منها «وحدة عمليات». ونعطي هنا نماذج للعمليات الهندسية تعتبر كل منها «وحدة عمليات»:
- تغيير خصائص المواد: تقطيع، تبريد، تجفيف، وغيرها...]]).[2]
- تغيير تركبية المواد: ترشيح، تقطير، وغيرها...
- تغيير نوع المادة: أكسدة، هدرجة، كوثرة، تخمير، تحليل كهربائي، وغيرها...

تتشابك تلك وحدات العمليات مع بعضها البعض فتنشأ عملية صناعية كاملة. مثل تلك العملية الكاملة يمكن حسابها وتصميمها وتنفيذها، وقد لا تكون مدخرة للطاقة أو ليست في المكان المناسب لها. وتعمل إملاءات خفض التكلفة الإنتاجية وتحسين طرق المحاكاة وطرق التحليل والفهم العلمي الدقيق للعمليات والمواد على تجميع عدة وحدات عمليات في عملية كبيرة واحدة. ويعتمد ذلك على تفهم أوسع للعمليات وعلاقات مراحلها بعضها البعض عن طريق دراستها وتقسيمها إلى خطوات عملية مناسبة.
تصنف هندسة العمليات بحسب طبيعة الوحدات الأساسية فيها:
- - هندسة عمليات ميكانيكية.
  - هندسة عمليات كيميائية.
  - هندسة عمليات حرارية.
  - عمليات أخرى فيزيائية كيميائية.

مضافا إليها عدد كبير من العمليات غير القابلة للتقسيم، مثل:
- - هندسة عمليات بيولوجية.
  - تقنية الأسطح المتلامسة.

```
** تقنية الأغشية.
```

كما تحتاج إلى خبرات في مجالات المواد المساعدة، وأجهزة التنفيذ، ومجالات متخصصة مثل:
- - تقنية القياس والتحكم.
  - هندسة إنتاج الآلات.

```
** التقنية النووية.
```

في الماضي كان تصنيف هندسة العمليات على أساس المواد المستخدمة: هندسة عمليات الصناعات الغذائية، وهندسة عمليات صناعات البلاستيك، وغيرها.
وفي صناعة الدواء تسمى هندسة العمليات «تقنية التحضير» أو «تقنية صناعة الدواء».

## وصلات خارجية
http://www3.imperial.ac.uk/centreforprocesssystemsengineering
Research Challenges in Process Systems Engineering http://egon.cheme.cmu.edu/Papers/GrossmannWestChall.pdf
Process Systems Engineering at Northwestern University http://you.mccormick.northwestern.edu/
The Process Systems Engineering Laboratory (MIT) http://yoric.mit.edu/